# بیسا

بیسا شهری در شهرستان بانا در استان باله در بورکینافاسوی جنوبی است و جمعیت آن ۳۵۷ نفر است.